# Bad4Good
Bad4Good foi uma banda heavy metal formada em 1991 pelo guitarrista Steve Vai. A banda era um quarteto de jovens, dos quais o mais velho tinha 16 anos. O grupo era liderado por Thomas McRocklin (guitarrista), o baixista Zack Young, Brooks Wackerman (baterista),e o vocalista Danny Cooksey. McRocklin anteriormente tinha aparecido no videoclipe da canção The Audience Is Listening, de Vai, Cooksey tinha uma carreira como ator, e Wackerman é o irmão mais novo do antigo baterista de Frank Zappa, Chad Wackerman.
Sob a orientação do Vai, a banda lançou em 1992 um álbum chamado "Refugee". Apesar das críticas positivas, e de ter figurado na posição 39 da Billboard Heatseekers chart o álbum foi um fracasso comercial e, logo depois, a banda se desfez. [carece de fontes?]
Deste único álbum da banda foram gravados 2 videoclipes, que tiveram relativos sucessos na MTV.[carece de fontes?]

## Membros
- Danny Cooksey - vocal
- Thomas McRocklin - guitarra
- Zack Young - baixo
- Brooks Wackerman - bateria

## Discografia
- Refugee (1992)